# Quadro de medalhas dos Jogos Sul-Americanos
Este é o quadro geral de medalhas dos Jogos Sul-Americanos.

## Quadro de medalhas
O quadro de medalhas é classificado de acordo com o número de medalhas de ouro, estando as medalhas de prata e bronze como critérios de desempate em caso de países com o mesmo número de ouros.
| Ordem | País                | Medalha de ouro | Medalha de prata | Medalha de bronze | Total  |
| ----- | ------------------- | --------------- | ---------------- | ----------------- | ------ |
| 1     | Argentina           | 945             | 823              | 797               | 2 565  |
| 2     | Brasil              | 869             | 702              | 635               | 2 206  |
| 3     | Colômbia            | 585             | 503              | 509               | 1 596  |
| 4     | Venezuela           | 564             | 515              | 554               | 1 633  |
| 5     | Chile               | 391             | 486              | 598               | 1 475  |
| 6     | Equador             | 213             | 265              | 407               | 885    |
| 7     | Peru                | 209             | 288              | 407               | 904    |
| 8     | Uruguai             | 75              | 129              | 165               | 369    |
| 9     | Bolívia             | 33              | 85               | 157               | 275    |
| 10    | Paraguai            | 27              | 70               | 76                | 173    |
| 11    | Panamá              | 16              | 19               | 36                | 71     |
| 12    | Suriname            | 9               | 3                | 12                | 24     |
| 13    | Antilhas Holandesas | 7               | 7                | 17                | 31     |
| 14    | Aruba               | 3               | 8                | 11                | 22     |
| 15    | Guiana              | 2               | 5                | 15                | 22     |
| 16    | Curaçau             |                 | 1                |                   | 1      |
| TOTAL | TOTAL               | 3 947           | 3 908            | 4 400             | 12 255 |